# Hanna Rahmé
Hanna Rahmé OLM (* 18. Juli 1960 in Aynata, Gouvernement Bekaa, Libanon) ist maronitischer Bischof von Baalbek-Deir El-Ahmar.

## Leben
Hanna Rahmé trat am 6. August 1979 der Ordensgemeinschaft der Baladiten bei und legte am 6. August 1989 die ewige Profess ab. Er empfing am 29. Juli 1990 das Sakrament der Priesterweihe.
Die vom 10. bis 14. März 2015 tagende Bischofssynode der maronitischen Bischöfe wählte ihn zum Bischof von Baalbek-Deir El-Ahmar. Papst Franziskus stimmte seiner Wahl zum Bischof von Baalbek-Deir El-Ahmar am 20. Juni 2015 zu. Der maronitische Patriarch von Antiochien, Béchara Pierre Kardinal Raï OMM, spendete ihm am 1. August desselben Jahres die Bischofsweihe; Mitkonsekratoren waren der emeritierte Bischof von Baalbek-Deir El-Ahmar, Simon Atallah OAM, und der emeritierte Apostolische Nuntius in Kuwait, Bahrain, Jemen, Katar und den Vereinigten Arabischen Emiraten, Erzbischof Paul-Mounged El-Hachem.